# Bertierit
Bertierit je železov antimonov sulfidni mineral s formulo FeSb2S4. Mineral je jekleno sive barve s kovinskim, včasih tudi mavričnim leskom. Zaradi videza se pogosto zamenjuje z antimonitom (Sb2S3). 
Mineral je odkril francoski geolog in rudarski inženir Pierre Berthier (1782–1861), po katerem je dobil ime.